# François Pouqueville
François Charles Hugues Laurent Pouqueville, né au Merlerault le 4 novembre 1770 et mort le 20 décembre 1838 à Paris, est un médecin, diplomate, voyageur et écrivain philhellène français, membre de l'institut de France et membre de la Commission des sciences et des arts qui accompagne l’expédition d’Égypte de Bonaparte. Capturé par des pirates, il est emprisonné à Constantinople, puis, nommé Consul Général de France auprès d'Ali Pacha de Janina par Napoléon Ier, il voyage abondamment pendant quinze ans dans la Grèce et les Balkans sous domination turque, et, par ses actions diplomatiques et par ses ouvrages, il contribue activement à la rébellion grecque et à la libération de la Grèce.

## Jeunesse: religion et révolution
François Pouqueville fait ses études au collège de Caen avant d’entrer au séminaire de Lisieux où il accède au sous-diaconat puis devient diacre. Il est ordonné prêtre à l'âge de 21 ans. L'année suivante, en 1792, il est vicaire dans sa commune natale, desservant constitutionnel de Montmarcé (incluse dans Le Merlerault en 1822). Connu pour ses convictions de jeune prêtre aristocrate et royaliste, il échappe cependant aux massacres des épurations sous la terreur en étant caché et protégé par ses ouailles.
C'est à cette époque que se révèle en lui un remarquable talent de chroniqueur épistolaire. Très attaché à son jeune frère Hugues et à leur sœur Adèle, il leur écrit, sa vie durant, d'innombrables lettres qui sont un véritable trésor d'informations sur tous les aspects de la vie d'un grand voyageur, explorateur, et diplomate, sous le Directoire, l'Empire et la Restauration, et qui démontrent son esprit observateur, préfigurant le soin qu'il apporte aux détails descriptifs dans ses nombreux ouvrages historiques.

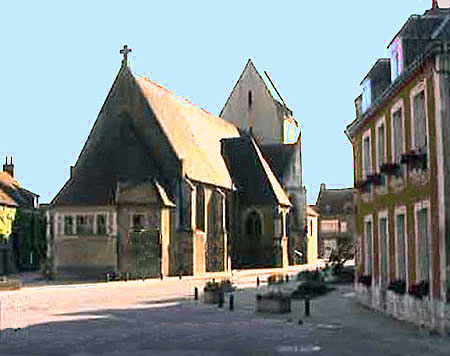
Le Merlerault, église

Au cours de cette période d'exaltation, comme beaucoup de jeunes aristocrates de l'époque, il soutient l'essor du mouvement démocratique et, lorsque le 14 juillet 1793 (an 2 de la République) l'Assemblée primaire du Merlerault adopte l'acte constitutionnel, il en est le secrétaire.
Élu adjoint au maire (1793) et finalement conquis par les préceptes de la Révolution, il renonce à ses fonctions sacerdotales après la suppression de l'Église constitutionnelle pour devenir instituteur (1794) et adjoint municipal (1795) au Merlerault. Il demeure profondément croyant toute sa vie durant.
Cependant, sa renonciation, son franc-parler républicain et ses vives critiques de la Papauté font alors de lui la cible cette fois-ci de la réaction royaliste qui est très féroce dans l'ouest de la France et en Normandie, et il est de nouveau contraint à se cacher - probablement à Caen - jusqu'à la défaite à Quiberon des troupes royalistes et des émigrés ralliés par les bandes de chouans de Charette, écrasés par celles de la République commandées par Hoche, comme Bonaparte, le « Capitaine Canon », l'avait fait lors de la prise de Toulon et le 13 vendémiaire à Paris.
François Pouqueville réapparaît alors au Merlerault et, bientôt, le docteur Nicolas Cochain, le médecin local, et qui fut l'un de ses condisciples au collège de Caen, prend Pouqueville comme élève chirurgien puis le recommande à un de ses amis, le professeur Antoine Dubois de la Faculté de médecine de Paris, futur accoucheur de l'impératrice Marie-Louise pour la naissance du roi de Rome, 1811.

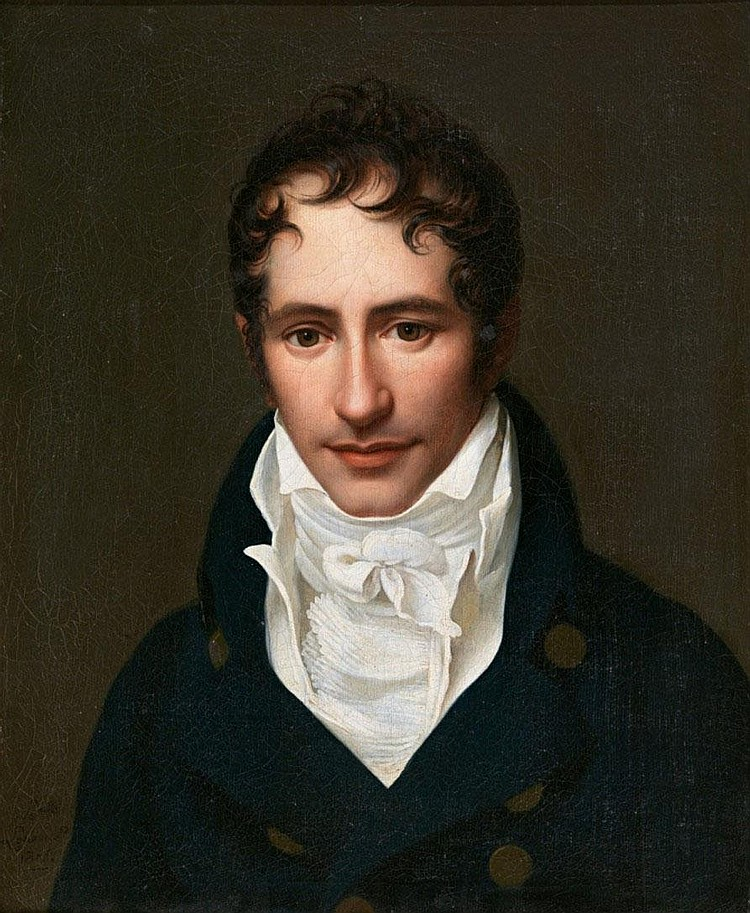
Henriette Lorimier, Portrait de Francois Pouqueville, 1805

Pouqueville quitte alors Le Merlerault pour Paris (1797), à 27 ans.
Il fait avec Dubois des progrès rapides et, lorsque Bonaparte monte l’expédition d’Égypte, Pouqueville est désigné pour en faire partie. Il figure en qualité d'officier de santé chirurgien de l'armée d'Orient et membre de la Commission des sciences et des arts sur la liste des participants établie par Louis Antoine Fauvelet de Bourrienne, ministre d'État.
Porté par des rêves de gloire et de fortune, François Pouqueville s'embarque à Toulon sur la flotte française qui cingle en mai 1798 vers l'orient, avec Bonaparte à sa tête. Il assiste à la prise victorieuse de l'île de Malte.
Pendant la traversée, et malgré le mal de mer qui afflige tout le monde, c'est lui qui apprend et fait répéter aux marins et soldats français les couplets de la Marseillaise.

## Prisonnier du sultan

### Égypte: Bonaparte, Nelson et pirates
En Égypte, après la première bataille d’Aboukir en 1798, Kléber le charge de négocier l’échange des prisonniers avec Nelson. C'est l'occasion pour François Pouqueville de rencontrer quelques grandes figures de l'amirauté britannique. Il apprécie tout de suite le commodore Sidney Smith qui s'exprime fort bien en français et fait montre de courtoisie, de noblesse et d'humanité. À l'inverse, sa rencontre avec Nelson le répugne, tant l'amiral anglais fait preuve de cruauté et de bassesse dans ses relations avec les officiers français. Dès cet instant, Pouqueville ne mentionne plus Nelson que sous l'épithète de « cyclope sanguinaire ». Par contre, il montre toujours un grand respect pour Sidney Smith, même si plus tard le frère aîné de celui-ci se conduit abjectement envers les Français prisonniers à Constantinople.
Sa mission accomplie, et victime d’une mauvaise fièvre qui l’empêche de continuer ses travaux scientifiques, François Pouqueville se voit conseiller par Kléber de retourner en France pour se faire soigner. Il embarque pour l’Italie le 26 octobre 1798 sur la tartane livournaise La Madonna di Montenegro, en compagnie entre autres de Julien Bessières, Alexandre Gérard, Joseph Charbonnel et Jean Poitevin. Le navire est arraisonné par des pirates barbaresques au large de la Calabre et il est fait prisonnier. Le groupe de Français est rapidement séparé à la suite de l'apparition d'une frégate venue capturer les pirates ; Pouqueville reste sur la tartane tandis qu'une partie de ses compagnons, dont Bessières, est emmenée par le chef des pirates, Orouchs, sur son navire. Il en retrouvera certains par la suite à Constantinople. Lui et ses compagnons convainquent le capitaine de les emmener à Zante au lieu de Tripoli, port d'attache des pirates, mais l'équipage s'en aperçoit et change de cap, se dirigeant vers les côtes du Péloponnèse ; une tempête cause alors des avaries au navire. Manquant de vivres et menacé d'une nouvelle tempête, le navire se réfugie dans la baie de Navarin, où il est arraisonné par les Turcs.

### Péloponnèse: explorateur et médecin
Conduit à Navarin le 1er décembre 1798, il est fait prisonnier, l'empire ottoman étant entré en guerre avec la France. Il est alors emmené à Tripolitza, capitale du Péloponnèse, et livré au pacha Moustapha, gouverneur de Morée (Péloponnèse). Il y reste prisonnier plusieurs mois. Moustapha Pacha le reçoit avec indifférence mais le protège de la hargne des soldats albanais qui l'avaient brutalement escorté depuis Navarin, et il le fait héberger décemment.
Peu après, le pacha est déposé et remplacé par Achmet Pacha. Ce dernier, ayant appris que Francois Pouqueville connaissait la médecine, le traite avec quelques égards et, après l'avoir vu soigner avec succès quelques membres de son entourage, le désigne comme médecin officiel de son pachalik. Pouqueville profite de sa situation pour explorer les régions environnantes en examinant les vestiges de la Grèce antique qu'il peut reconnaître.
Il séjourne à Tripolitza pendant le rigoureux hiver de 1798-99.

### Constantinople: cachots et harems

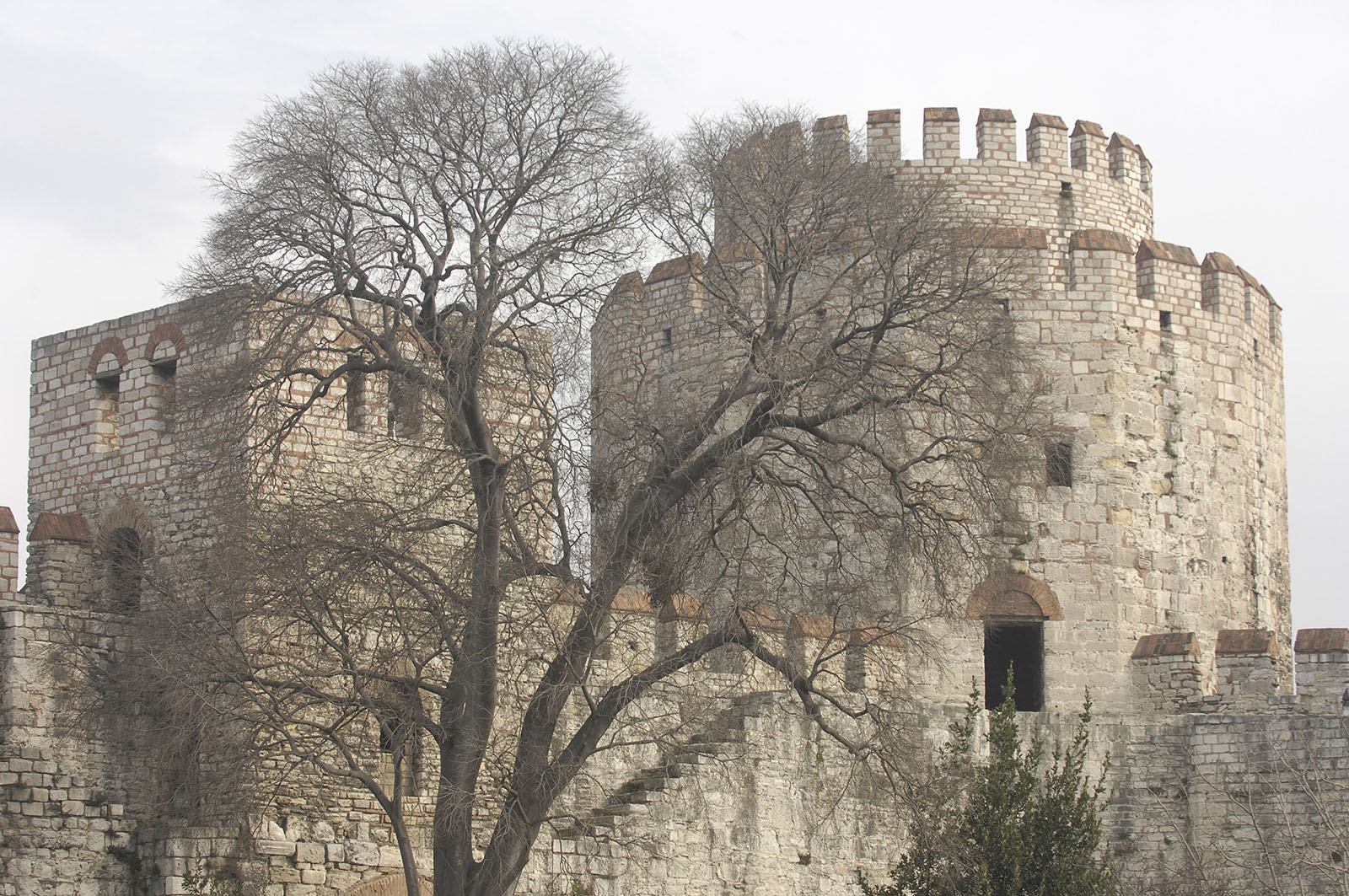
Yedikule 2006.

Au printemps, le sultan ordonne qu'il soit transféré avec ses codétenus par voie de mer à Constantinople, où il est interné le 11 juin 1799 au château des Sept Tours (forteresse de Yedikule). Il y est détenu pendant deux ans.
Pouqueville rapporte que s'y trouvaient les membres de l'ambassade de France, vivant dans des conditions abjectes, le sultan leur ayant refusé, sur l'insistance des représentants anglais à sa cour, de rester sur parole comme c'est l'usage dans le monde diplomatique, dans le palais de l'ambassade française que les Anglais s'étaient eux-mêmes appropriés.
Il se porte aussitôt au chevet de l'adjudant-général Nicolas Rozé, enfermé là mourant, mais qu'il ne peut sauver.
À Constantinople, François Pouqueville se lie avec le chargé d'affaires français Pierre Ruffin, retenu prisonnier là depuis l’expédition d’Égypte, qu'il soigne et qu’il surnomme le Nestor de l’Orient et auprès duquel il complète sa formation d’orientaliste. Les deux hommes continuent de correspondre après leur libération jusqu’à la mort de Ruffin en 1824.
Jouissant bientôt d'une semi-liberté de mouvements car sa renommée de médecin s'était vite répandue chez ses geôliers, Pouqueville parvient à visiter secrètement les alentours de la forteresse et, notamment, les jardins privés du sultan au palais de Topkapı, et même son harem, grâce à la complicité du jardinier du sultan dont il s'était fait un ami.
À Constantinople, Pouqueville entreprend d’étudier le grec moderne sous la tutelle de Jean-Daniel Kieffer, secrétaire de la légation. Il traduit Anacréon, Homère et Hippocrate, compose plusieurs apologues orientaux comme Le Paria, un petit poème burlesque, La Gueuséide, en quatre chants et en sixains, et quelques poésies légères, dédiées à Rose Ruffin.
Pendant toute sa captivité, il continue de tenir un journal composé selon un code secret qu'il avait imaginé et qu'il réussit à dissimuler en attirant ostensiblement l'attention de ses geôliers sur d'autres lettres et pages griffonnées sans valeur qu'il leur laissait confisquer. Ce fut ce journal occulte qui lui permit d'écrire les quelque six-cents pages des premier et second volume du livre important qu'il publia quelques années après son retour en France et qui le rendit célèbre, les trois cents pages du troisième volume étant consacrées aux étonnantes aventures vécues par ses amis et compagnons d'infortune, messieurs Poitevin (futur baron, général), Charbonnel (futur général) et Bessières (futur consul général) après leur libération des cachots de Constantinople.

### Éveil du philhellène

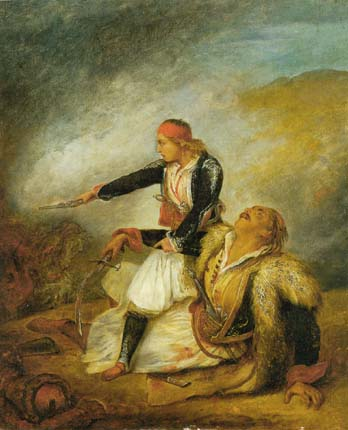
Jeune garçon grec défendant son père blessé par Ary Scheffer (1828).

Au début de sa découverte de la Grèce en 1798, étant lui-même l'otage de l'occupant turc, François Pouqueville jette un regard incertain sur les Grecs qu'il rencontre dans l'entourage de ses gardiens. Tout comme Lord Byron, une autre célébrité philhellène, il n'est pas immédiatement convaincu de la sincérité des Grecs. Mais, avec le temps, son travail de médecin du pachalik fait que son escorte turque devient moins contraignante et ses fréquents contacts avec d'authentiques Grecs lui ouvrent les yeux sur l'existence de leur riche passé culturel. En dépit de plus de sept générations de suppression par l'occupation ottomane, l'identité sociale des Grecs avait survécu et Pouqueville ressent une sympathie grandissante pour les signes avant-coureurs du mouvement de la régénération grecque.
Son statut de prisonnier du Sultan ne lui permet pas à ce moment d'agir plus qu'il ne peut le faire en donnant ses soins médicaux à la population oppressée, mais ses écrits montrent clairement son éveil et son soutien à une nouvelle disposition intellectuelle et émotionnelle envers les Grecs.
Dès lors, ses descriptions enthousiastes de la Grèce sont les premiers témoignages à l'orée du XIXe siècle du mouvement philhellène naissant. Son impulsion va s'élargissant dans toute l'Europe avec la publication et la distribution internationale de ses ouvrages qui créent un courant parmi les plus grands esprits de l'époque pour suivre ses traces dans la Grèce retrouvée. Sa renaissance s'ensuit au cours de quelques décennies avec sa révolte et sa libération conjuguées avec le morcellement de l'Empire Ottoman.
Le 24 juillet 1801, après avoir passé vingt-cinq mois confiné au château des Sept Tours, Pouqueville est libéré sur la réclamation du gouvernement français et avec l'assistance des diplomates russes en Turquie, et il revient en France.

## Diplomate et archéologue
De retour à Paris, il passe sa thèse de doctorat, De febre adeno-nevrosa seu de peste orientali, travail sur la peste d’Orient qu’il lui vaut d’être présenté aux concours pour les prix décennaux.
Mais Pouqueville renonce néanmoins à pratiquer la médecine pour s’adonner à son goût pour la littérature et l’archéologie.
Son premier ouvrage, Voyage en Morée et à Constantinople, dédicacé à l'Empereur et publié en 1805 lui vaut d’être nommé consul général auprès d’Ali Pacha à Janina[Quand ?]. Sa connaissance de la région et des langues locales faisait de lui l’agent diplomatique idéal pour Napoléon Ier et son ministre Talleyrand. Pouqueville accepte le poste qui lui permettrait aussi de continuer ses recherches sur la Grèce.

### Ali Pacha de Janina

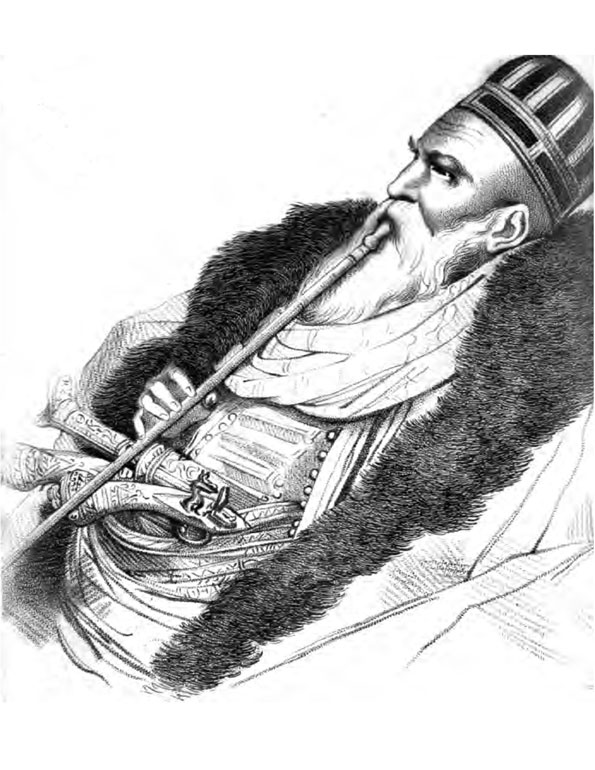
Ali Pacha d'après Louis Dupré..

Il est initialement favorablement accueilli par le célèbre pacha, qu’il accompagne dans plusieurs de ses excursions et qui lui fournit les moyens d’explorer l’Albanie dont il était originaire.

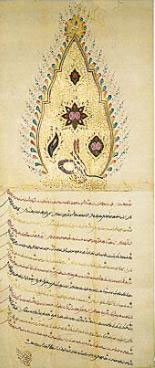
Firman du sultan Selim III nommant F. Pouqueville à la cour d'Ali Pacha.

Pour un temps, il se lie avec l'agent diplomatique britannique Leake avec lequel il entreprend des voyages d'études archéologiques dans la Grèce. Ensemble ils y relèvent de nombreux sites antiques jusque-là oubliés ou même inconnus.
Son statut diplomatique permet aussi à Pouqueville ou son frère Hugues d'explorer l'ensemble de la Grèce jusqu'à la Macédoine et la Thrace. Il continue à tenir un journal contenant le précis de ses observations et découvertes effectuées au cours d'un très grand nombre d'explorations couvrant toute la Grèce et les Balkans et entreprises durant ses quinze années de mission diplomatique à Janina et à Patras. Ainsi, rejoint par son frère Hugues nommé consul en Grèce en 1811, il recherche et répertorie les traces de non moins de soixante-cinq villes de l'Antiquité dans la seule région de l'Épire.
En 1813, il fait la découverte à Actium d'une stèle de pierre portant des inscriptions acarnaniennes qu'il déchiffre. Il s'avère que cette stèle datait de l'époque de l'apparition en Grèce des légions romaines (-197) et que son inscription était un décret du sénat et du peuple d'Acarnanie proclamant les frères Publius et Lucius Acilius comme étant leurs amis et bienfaiteurs.

Dès 1805, la cour d'Ali Pacha à Janina est en proie à d'intenses tractations diplomatiques entre les diverses puissances européennes, encouragées par le pacha lui-même, et Pouqueville est, durant des années, l'objet d'acerbes et méprisantes critiques de la part des visiteurs anglais tels que Lord Byron avec Hobhouse, et Cockerell, alors qu'ils se laissent volontiers corrompre par les mœurs dépravés de la cour de Janina tandis que Pouqueville fait preuve, au contraire, de rectitude et de fermeté envers Ali Pacha. En outre, le renom littéraire et politique que Pouqueville s'est acquis avec le succès international de son premier livre, dédié à Napoléon Ier, et faisant de lui dès 1805 le précurseur du mouvement philhellène naissant est évidemment une cause de ressentiment pour les Anglais. Le distingué Révérend Thomas S. Hughes quant à lui trouve 
« Pouqueville très civil, généreux et humain, et le considère comme un lettré et un homme du monde démontrant une grande hospitalité en dépit des conflits haineux qui séparaient leurs deux pays à l'époque. »
— Rev. T.S. Hughes, Travels in Greece and Albania, London, 1830

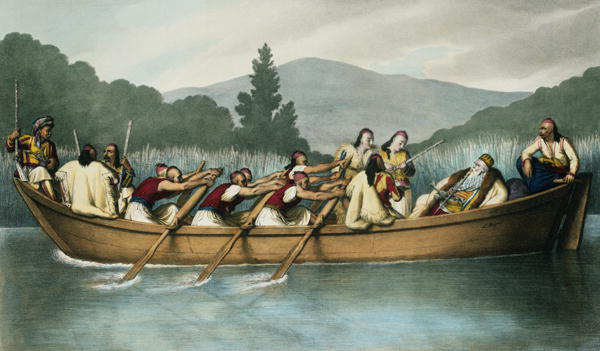
Ali Pacha sur le lac Louis Dupré (1821).

Mais après la paix de Tilsitt en 1807, Ali Pacha, jusque-là assez favorable aux intérêts de la France, se rapproche de l’Angleterre. Les prises de position résolument philhellènes de Pouqueville et son opposition constante[réf. nécessaire] aux méthodes criminelles d'Ali rendent sa mission diplomatique progressivement très difficile. Ayant sauvé les Grecs de Parga des hordes meurtrières d'Ali en consolidant leur défense par l'envoi de troupes françaises[réf. nécessaire], ce qui rend le pacha fou de rage, il passe alors à Janina plusieurs années dans une situation complexe, moitié ami, moitié prisonnier du pacha, et sa vie étant menacée, il doit parfois vivre confiné dans sa maison. Chaque fois qu’il a une démarche officielle à faire auprès du pacha, il doit en charger son frère Hugues, lui-même consul de France à Prévéza, puis à Arta, et également témoin horrifié des atrocités commises par Ali dans toute l'Épire.
Dans ses mémoires, François Pouqueville arrive à cette conclusion : « C'était de cette manière que les Turcs, à force d'excès, préparaient et fomentaient l'insurrection de la Grèce. »
En 1816, François Pouqueville quitte Janina pour Patras où il est nommé consul.
Ali Pacha est disgracié et se révolte ouvertement en 1820, cette guerre favorisant les débuts de la révolution grecque en mobilisant les troupes ottomanes en Épire ; Ali est finalement exécuté en 1822, sa tête étant rapportée au sultan.

Avec une remarquable préscience due à sa parfaite connaissance de la région et de ses populations, François Pouqueville prédit ainsi les troubles récurrents qui secoueront les Balkans au cours de l'Histoire : 
« Je dirai comment Ali Tebelen Véli Zadé, après s'être créé une de ces effrayantes réputations qui retentiront dans l'avenir, est tombé de la puissance, en léguant à l'Épire, sa patrie, l'héritage funeste de l'anarchie, des maux incalculables à la dynastie tartare d'Ottman, l'espérance de la liberté aux Grecs, et peut-être de long sujets de discorde à l'Europe. »
— Histoire de la régénération de la Grèce, tome I, chap. 1er.

### Patras et l'indépendance de la Grèce

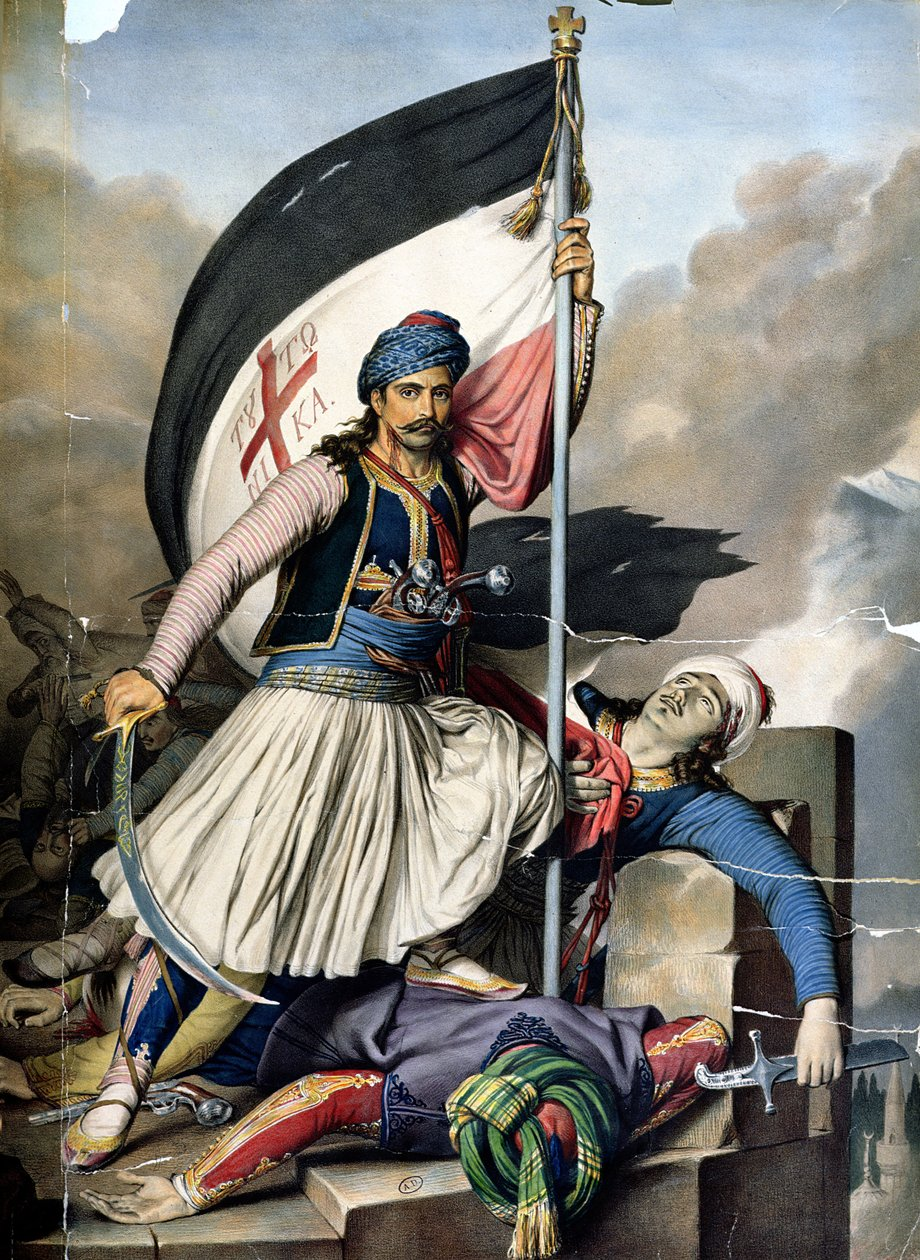
Soulèvement de Salona Louis Dupré (1821).

Le poste de consul-général à Janina ayant été supprimé, Pouqueville est nommé consul à Patras, un poste moins prestigieux, tandis que son frère est nommé consul à Arta. Ils quittent Janina en février 1815.
Il reste à Patras jusqu'en 1817 ; son frère Hugues lui succède à ce poste.

La guerre d'indépendance grecque est déclarée le 25 mars 1821 dans la chapelle d’Agios Georgios de Patras.
Contrairement au consul Green du Royaume-Uni, qui refuse d’aider les Grecs et collabore avec les Turcs, le consul Hugues Pouqueville donne refuge aux réfugiés grecs dans la résidence consulaire de France alors que la répression turque fait rage. Il sauve aussi la vie de ses employés turcs en leur ménageant leur évasion. Ses écrits rapportèrent plus tard ces évènements et l’étendue des destructions qu’il qualifia d’horribles. Dans ses mémoires, le chancelier Pasquier (1767-1862) rapporta : 
« Tous les Grecs qui n'avaient pu s'enfuir furent impitoyablement massacrés, sans distinction de sexe ni d'âge. Il n'y eut d'épargnés que quelques malheureux qui trouvèrent un asile dans la maison du consul de France, M. Pouqueville. Il les sauva au péril de sa vie. Ce fut le premier exemple du courageux dévouement avec lequel les consuls français ont rempli leurs devoirs... »
Finalement, les légations qui avaient été favorables à la révolte durent être évacuées et Pouqueville est rapatrié en France.
Ayant pris une retraite bien méritée François Pouqueville se consacre désormais entièrement à l'écriture de ses nombreux ouvrages. La bataille de Navarin, le 20 octobre 1827, scelle la fin des 360 ans d’occupation turque de la Grèce, et, en 1828, les forces armées françaises expulsent la garnison turque qui demeurait embusquée dans la citadelle de Patras.

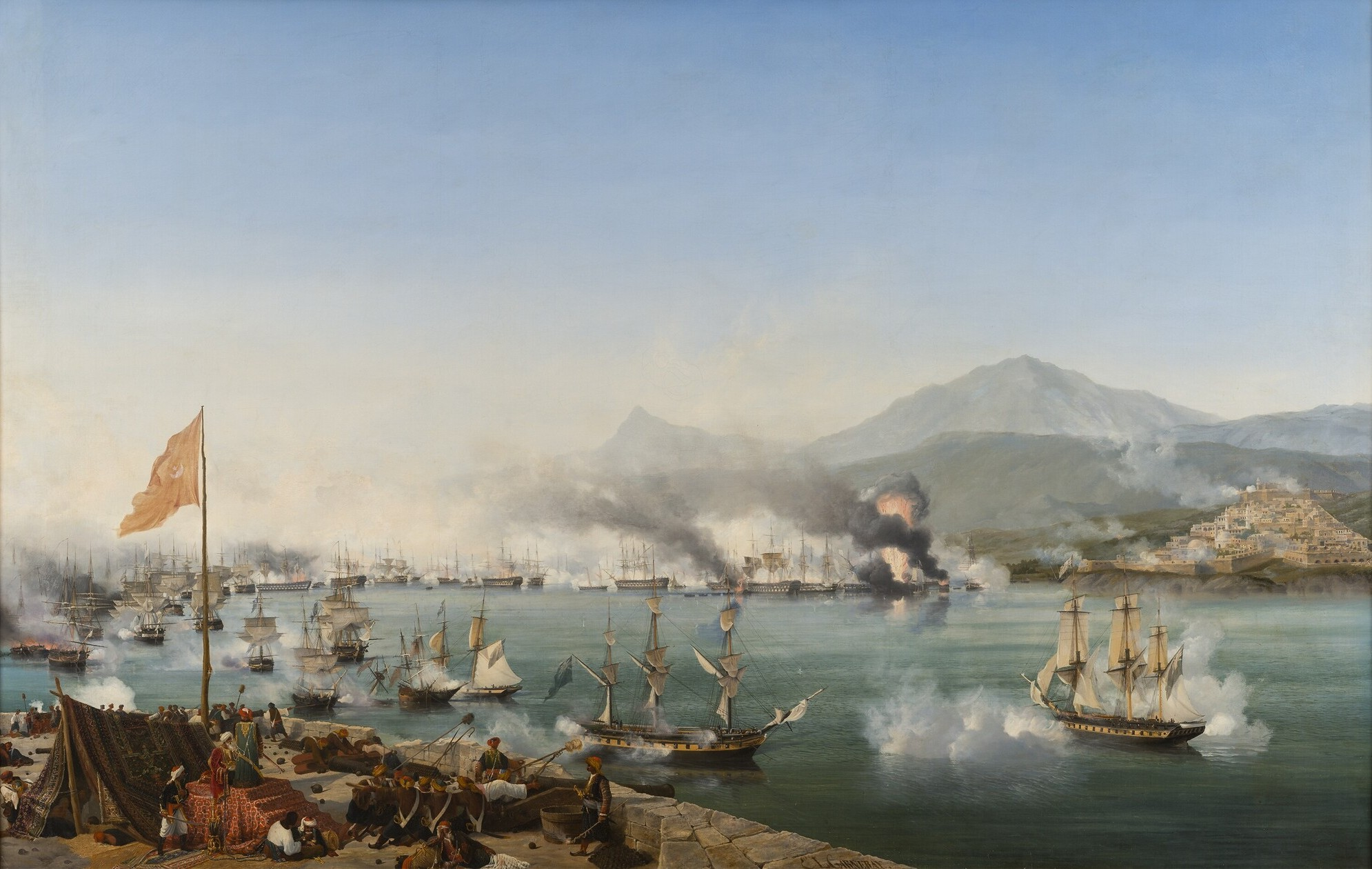
1827 : Bataille navale de Navarin, par Garneray.

C'est sur ce rivage de Navarin que Pouqueville avait été jeté quelque trente ans auparavant, et où il fit ses tout  premiers pas sur le sol de la Grèce.
Quant au pirate Orouchs qui l'avait alors saisi, il se mit peu après au service d'Ali Pacha, à qui il avait livré entre autres Charbonnel et Bessières, mais fut ensuite étranglé sur son ordre à la suite de ses échecs.

## Retour dans le monde parisien

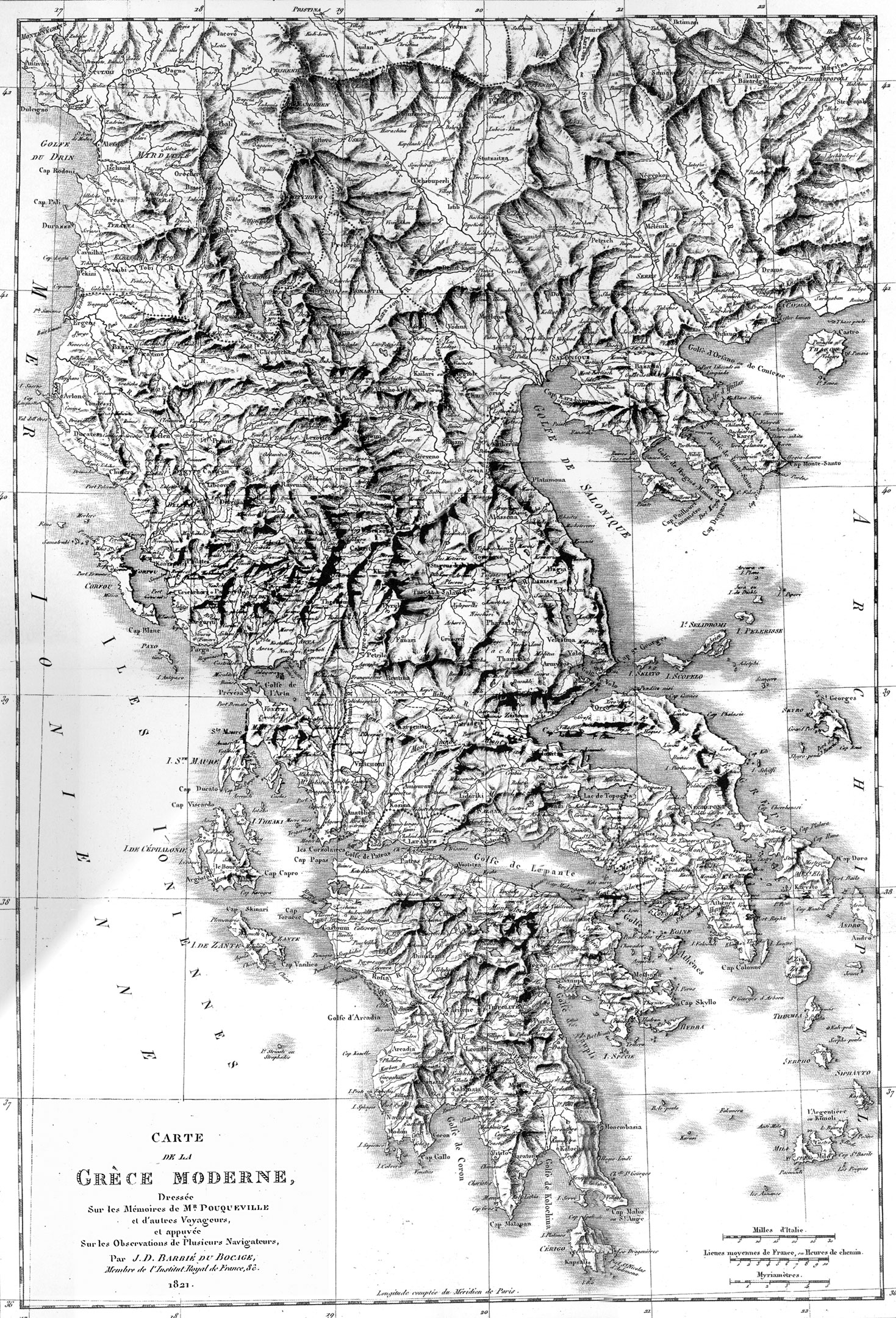
Carte dressée par Barbié du Bocage sur les mémoires de M. Pouqueville (1821).

### Les honneurs

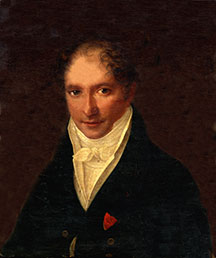
François Pouqueville v. 1811.

De retour à Paris, François Pouqueville est élu à l’Académie des inscriptions et belles-lettres dont il était devenu le correspondant dès le 5 février 1819. Il est nommé membre de l’Institut d'Égypte, membre honoraire de l’Académie de médecine, membre associé de l'Académie royale de Marseille, membre de l'Académie ionienne de Corcyre , membre de la Société des sciences de Bonn, chevalier de la Légion d'honneur (1811).

### L'écrivain philhellène
Tout en parlant de la Grèce antique dans les ouvrages et les nombreux articles qu’il publie à partir de cette époque, Pouqueville s’attache surtout à dépeindre l’état d’oppression dans lequel se trouvaient les Grecs sous le joug des Turcs et il se fait le témoin des crimes et abominations perpétrés par Ali Pacha et ses hordes d'assassins avec la complicité du sultan et de ses alliés anglais. Ce faisant, il décrit la vie quotidienne, les us et coutumes et les traditions des habitants grecs du Péloponnèse ainsi que leur condition économique et sociale. Ses observations deviennent vite un engagement profond pour la cause de la rébellion des Grecs qu'il relate fidèlement dans des ouvrages promptement publiés et traduits en plusieurs langues. Ceux-ci ont immédiatement une influence considérable dans une Europe alors gagnée par les idées révolutionnaires.
Ses ouvrages offrent aussi une description précise de la géographie, de l'archéologie, de la topographie, et de la géologie des régions qu'il avait traversées ou visitées, et ses observations se révèlent précieuses pour d'autres chercheurs et pour le travail du géographe Jean-Denis Barbié du Bocage, auteur du bel atlas accompagnant le Voyage du jeune Anacharsis en Grèce et qui fut un des fondateurs en 1821 de la Société de géographie. Les cartes et relevés de la Grèce qui furent établies grâce à cette collaboration, et celle de M. Lapie avec la publication du "Voyage de la Grèce", étaient si complètes et si détaillées qu'elles demeurèrent en usage en Grèce jusqu'à l'avènement de la photographie aérienne, et même de nos jours[réf. nécessaire].
Ses récits sont cependant souvent considérés comme exagérés voire inventés, et par conséquent peu fiables,, ; William J. Woodhouse (en) dit ainsi de lui qu'il « transforme l'histoire en fable puérile ».
Alexandre Dumas va s'en servir pour son livre Le Comte de Monte-Cristo.
La Grèce reconnaît son engagement en lui décernant l'Ordre du Sauveur.
Casimir Delavigne lui a dédié deux de ses Messéniennes, odes aux combats pour la liberté.
L'épitaphe gravée dans le marbre de la tombe de F.C.H.L Pouqueville dit en français et en grec :
« Par ses écrits il contribua puissamment à rendre aux Grecs asservis leur antique nationalité ».

### Milieu littéraire et artistique

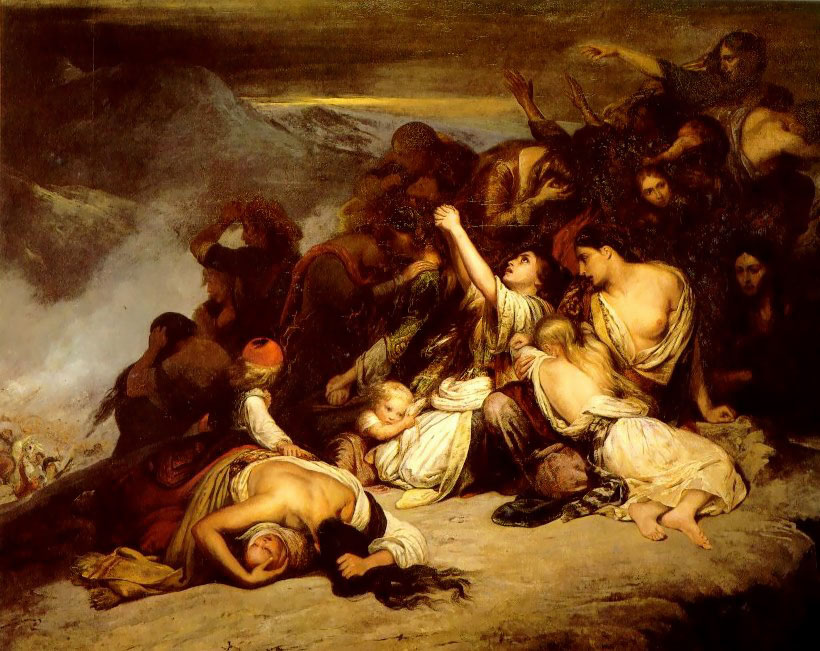
Les femmes souliotes par Ary Scheffer (1827).

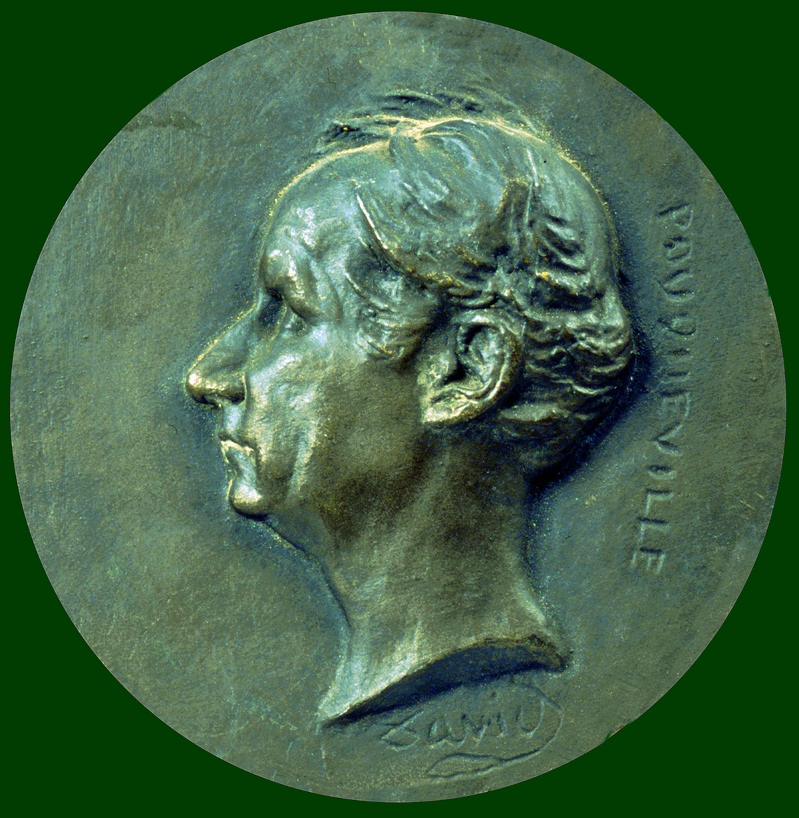
Bronze par David d'Angers.

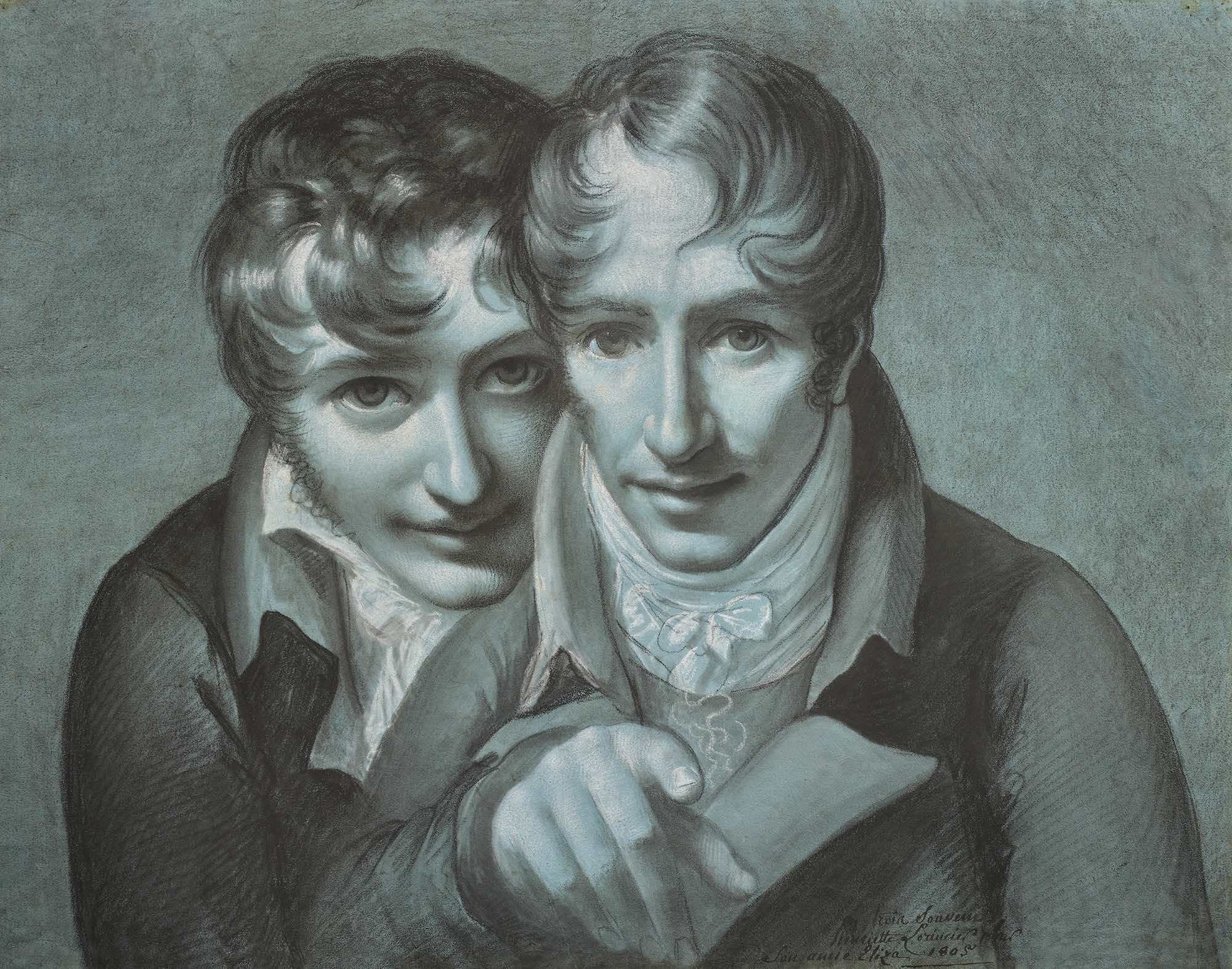
Henriette Lorimier, Portraits d’Hugues et François Pouqueville

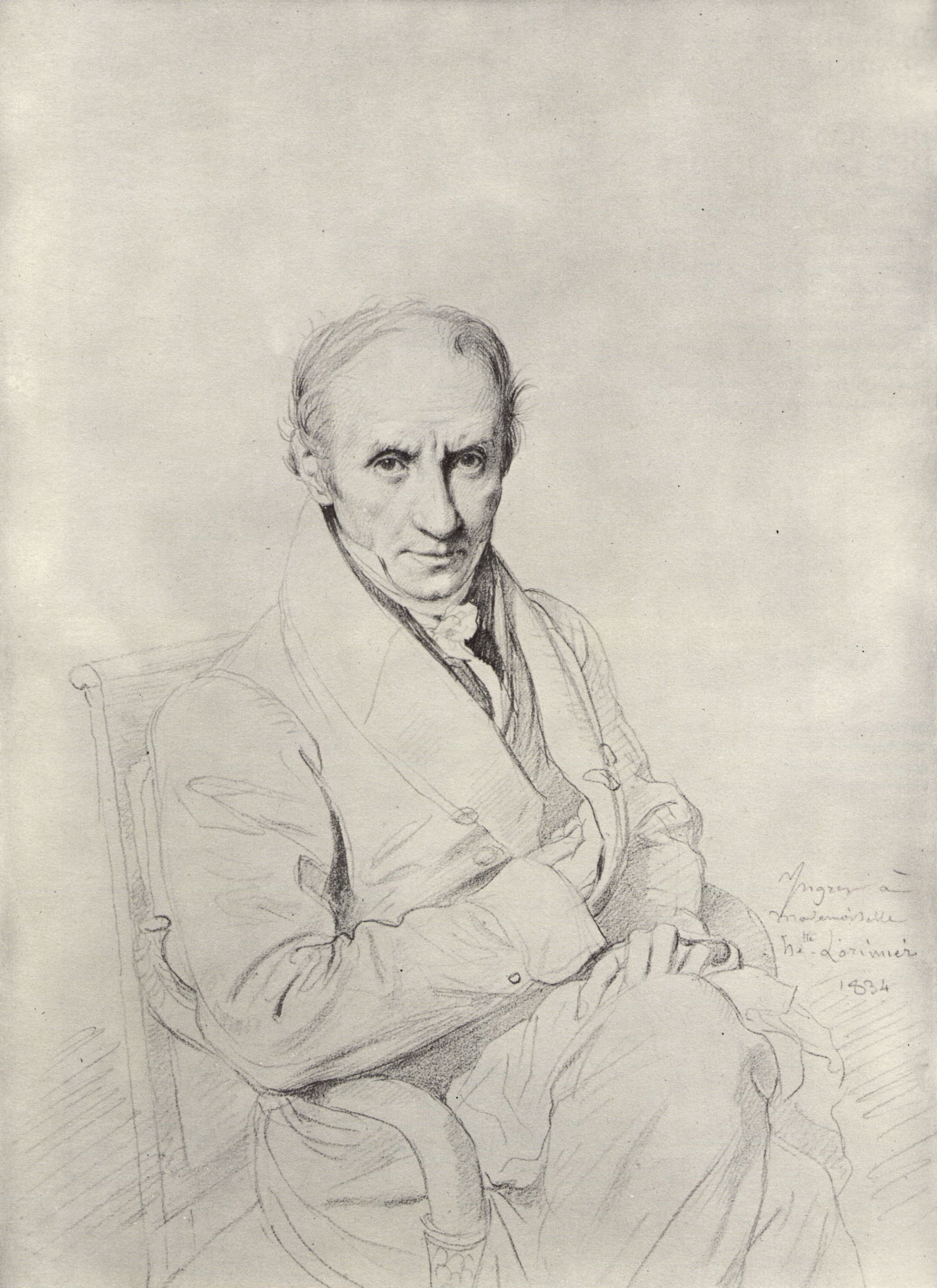
François Pouqueville, par Ingres (1834).

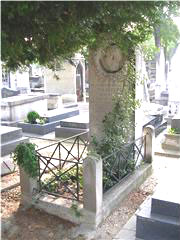
Tombe de François Pouqueville au cimetière du Montparnasse (division 2).

Il devient un familier des salons parisiens tels que celui de Sophie de Ségur qui le met en scène dans Quel amour d'enfant! sous l’amusant pseudonyme de Monsieur Tocambel.
Il se lie avec nombre d’artistes et d’intellectuels de son époque, tels que Chateaubriand qu'il avait dès 1805 incité à aller découvrir la Grèce, et Arago, ou encore Alexandre Dumas, qui rend hommage à son expertise dans l’ouvrage qu’il écrit lui-même sur Ali Pacha.

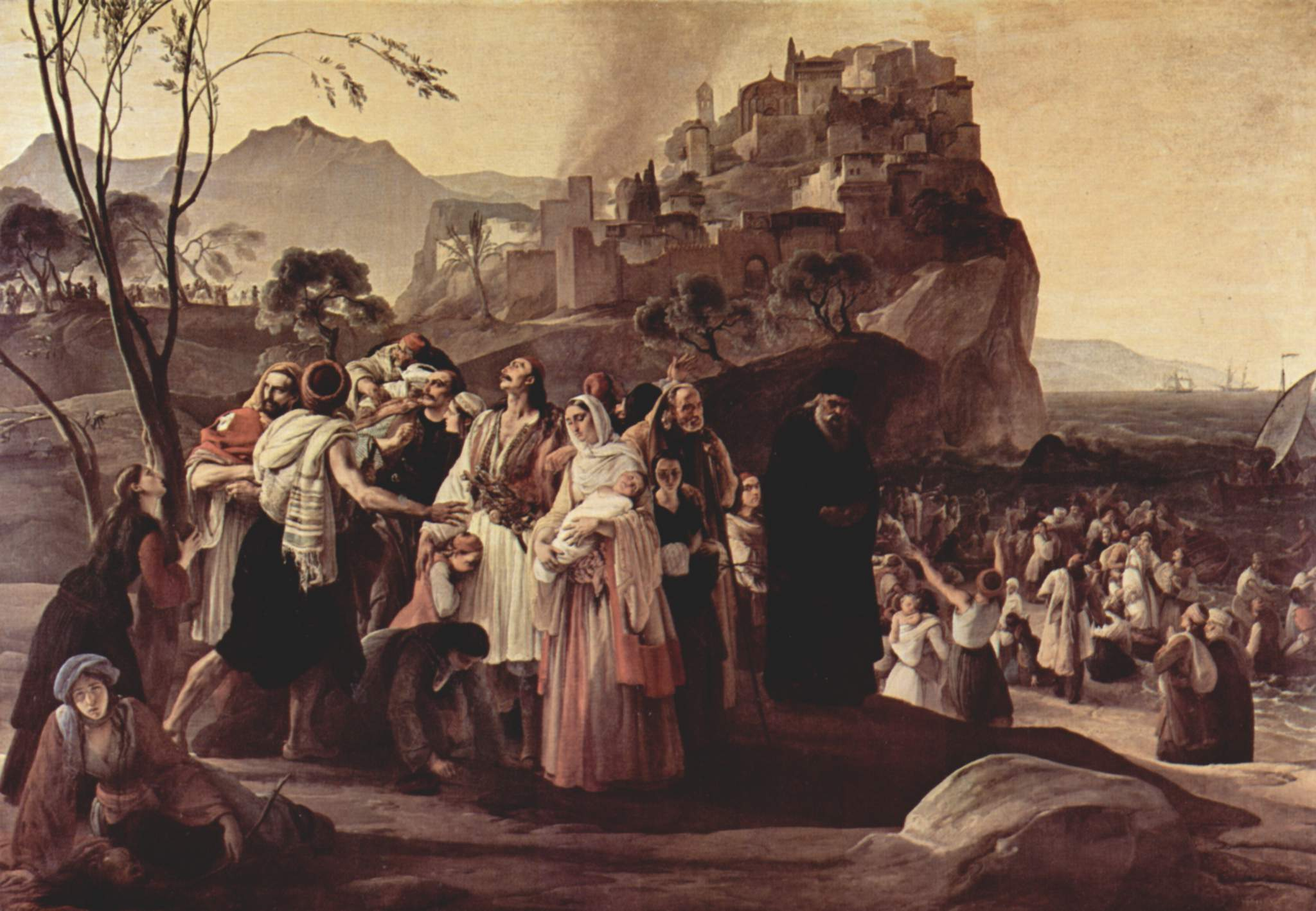
le drame de Parga par Francesco Hayez (1826).

Le chapitre que Pouqueville écrit sur le massacre des Souliotes ordonné par Ali Pacha en 1804 et publié dans son ouvrage Histoire de la Régénération de la Grèce (Paris, 1824) inspire Népomucène Lemercier à écrire Les Martyrs de Souli ou l'Épire moderne, tragédie en cinq actes (Paris, 1825), et le peintre Ary Scheffer à peindre le tableau Les femmes souliotes (1827). Son récit des outrages que les habitants de Parga subirent lorsque les Anglais cédèrent la ville à la cruauté d'Ali Pacha en 1818 inspire aussi le peintre romantique italien Francesco Hayez (1791-1882) à réaliser L'expulsion de Parga.
Peu de temps après son retour de captivité à Constantinople en 1801, il était devenu l’ami d’Henriette Lorimier, portraitiste en vogue et qui est sa compagne jusqu’à son décès. Ingres, qui était un de leurs proches, fait un portrait de lui en 1834.
Après avoir sauvé tant de vies humaines, François Pouqueville, âgé de 68 ans, s'éteint en leur domicile au 3, rue de l'Abbaye à Paris.
Son tombeau au cimetière du Montparnasse (division 2) est orné d’une stèle sculptée avec son effigie par son ami le sculpteur David d'Angers.

## Œuvres
- Voyage en Morée, à Constantinople, en Albanie, et dans plusieurs autres parties de l'Empire Ottoman (Paris, 1805, 3 vol. in-8°), traduit en anglais et en allemand ; reproduit en ligne sur Gallica
- Travels in Epirus, Albania, Macedonia, and Thessaly (London: Printed for Sir Richard Phillips and Co, 1820), une édition anglaise condensée et tronquée, disponible en ligne
- Voyage de la Grèce (Paris, 1820-1822, 5 vol. in-8° ; 2e édit. : 1826-1827, 6 vol. in-8°), son ouvrage capital. En ligne: Google Books [57].
- Prisonnier chez les Turcs & Le Tigre de Janina Romans et Aventures Célèbres, Édition Illustrée, À La Librairie Illustrée, Paris 8 c.1820
- Histoire de la régénération de la Grèce (Paris, 1824, 4 vol. in-8°), traduit en de nombreuses langues. Version originale française sur Google books [58]
- Mémoire historique et diplomatique sur le commerce et les établissements français au Levant, depuis l’an 500 jusqu’à la fin du XVIIe siècle, (Paris, 1833, in-8°)
- La Grèce, dans l’Univers pittoresque (1835, in-8°) ; reproduit en ligne dans Gallica
- Trois Mémoires sur l’Illyrie
- Mémoire sur les colonies valaques établies dans les montagnes de la Grèce, depuis Fienne jusque dans la Morée
- Notice sur la fin tragique d’Ali-Tébélen (1822, in-8°)